# Афромонтанска област
Афромонтанска област е африкански тропически подрегион, чиито растителни и животински видове са обичайни за планините на Африка и южната част на Арабския полуостров. Тя включва прекъснати региони, разделени един от друг от низини, като тяхното разпределение е аналогично на поредица от небесни острови, поради което понякога се наричат Алфамонтански архипелаг.